# Bo Borg
Nils Tage Bo Borg, född 14 juni 1935, död 21 juni 1981, var en svensk fotbollsspelare.
Borg representerade i många år IFK Malmö, och var med under hela klubbens allsvenska sejour säsongerna 1956/1957 till 1962. Sammanlagt spelade han 138 allsvenska matcher (17 mål) för klubben. Han spelade även Europacupen med IFK Malmö säsongen 1960/1961, då klubben gick till kvartsfinal.
Åren 1958–1963 spelade Borg åtta B-landskamper (inga mål) för Sverige. Han spelade även ishockey för IFK Malmö.